# Seznam sídel v Chorvatsku, R
Toto je seznam sídel v Chorvatsku začínajících na písmeno R.
| Název                | Typ     | Župa                     | Město/opčina         | Počet obyvatel (2011) |
| -------------------- | ------- | ------------------------ | -------------------- | --------------------- |
| Rab                  | město   | Přímořsko-gorskokotarská | Rab                  | 437                   |
| Raba                 | vesnice | Dubrovnicko-neretvanská  | Slivno               | 10                    |
| Rabac                | vesnice | Istrijská                | Labin                | 1 393                 |
| Račice               | vesnice | Istrijská                | Buzet                | 16                    |
| Račički Brijeg       | vesnice | Istrijská                | Buzet                | 51                    |
| Račinovci            | vesnice | Vukovarsko-sremská       | Drenovci             | 700                   |
| Račišće              | vesnice | Dubrovnicko-neretvanská  | Korčula              | 432                   |
| Račja Vas            | vesnice | Istrijská                | Lanišće              | 25                    |
| Radakovo             | vesnice | Krapinsko-zagorská       | Kraljevec na Sutli   | 504                   |
| Radatovići           | vesnice | Karlovacká               | Ozalj                | 22                    |
| Radeljevo Selo       | vesnice | Koprivnicko-križevecká   | Rasinja              | 113                   |
| Radešić              | vesnice | Varaždinská              | Breznički Hum        | 212                   |
| Radetići             | vesnice | Istrijská                | Tinjan               | 210                   |
| Radići               | vesnice | Přímořsko-gorskokotarská | Malinska-Dubašnica   | 175                   |
| Radići               | vesnice | Istrijská                | Sveti Lovreč         | 19                    |
| Radigojna            | vesnice | Přímořsko-gorskokotarská | Vrbovsko             | 23                    |
| Radikovci            | vesnice | Osijecko-baranjská       | Donji Miholjac       | 292                   |
| Radina Gorica        | vesnice | Záhřebská                | Krašić               | 17                    |
| Radina Vas           | vesnice | Karlovacká               | Ozalj                | 7                     |
| Radini               | vesnice | Istrijská                | Brtonigla            | 108                   |
| Radinovo Brdo        | vesnice | Záhřebská                | Žumberak             | 9                     |
| Radljevac            | vesnice | Šibenicko-kninská        | Knin                 | 75                    |
| Radmani              | vesnice | Istrijská                | Poreč                | 241                   |
| Radmanovac           | vesnice | Karlovacká               | Vojnić               | 33                    |
| Radnovac             | vesnice | Požežsko-slavonská       | Jakšić               | 203                   |
| Radoboj              | opčina  | Krapinsko-zagorská       | Radoboj              | 1 282                 |
| Radočaj Brodski      | vesnice | Přímořsko-gorskokotarská | Delnice              | 40                    |
| Radočaji             | vesnice | Karlovacká               | Generalski Stol      | 77                    |
| Radoišće             | vesnice | Záhřebská                | Sveti Ivan Zelina    | 250                   |
| Radonić              | vesnice | Šibenicko-kninská        | Drniš                | 412                   |
| Radonić              | vesnice | Šibenicko-kninská        | Šibenik              | 79                    |
| Radonja              | vesnice | Karlovacká               | Vojnić               | 103                   |
| Radonja Luka         | vesnice | Sisacko-moslavinská      | Sunja                | 31                    |
| Radosavci            | vesnice | Viroviticko-podrávská    | Slatina              | 99                    |
| Radoševići           | vesnice | Přímořsko-gorskokotarská | Vrbovsko             | 35                    |
| Radoši kod Višnjana  | vesnice | Istrijská                | Višnjan              | 49                    |
| Radoši kod Žbandaja  | vesnice | Istrijská                | Poreč                | 115                   |
| Radošić              | vesnice | Splitsko-dalmatská       | Sinj                 | 686                   |
| Radošić              | vesnice | Splitsko-dalmatská       | Lećevica             | 174                   |
| Radošinovci          | vesnice | Zadarská                 | Benkovac             | 238                   |
| Radovan              | vesnice | Varaždinská              | Ivanec               | 372                   |
| Radovanci            | vesnice | Požežsko-slavonská       | Velika               | 483                   |
| Radovani             | vesnice | Istrijská                | Višnjan              | 48                    |
| Radovanje            | vesnice | Brodsko-posávská         | Oriovac              | 288                   |
| Radovčići            | vesnice | Dubrovnicko-neretvanská  | Konavle              | 228                   |
| Radovec              | vesnice | Varaždinská              | Cestica              | 336                   |
| Radovec Polje        | vesnice | Varaždinská              | Cestica              | 144                   |
| Radovin              | vesnice | Zadarská                 | Ražanac              | 549                   |
| Raduč                | vesnice | Licko-senjská            | Lovinac              | 12                    |
| Radučić              | vesnice | Šibenicko-kninská        | Ervenik              | 252                   |
| Radulec              | vesnice | Záhřebská                | Dubrava              | 132                   |
| Radunić              | vesnice | Splitsko-dalmatská       | Muć                  | 86                    |
| Rađenovci            | vesnice | Sisacko-moslavinská      | Novska               | 2                     |
| Rafaeli              | vesnice | Istrijská                | Višnjan              | 8                     |
| Rajčići              | vesnice | Sisacko-moslavinská      | Novska               | 4                     |
| Rajevo Selo          | vesnice | Vukovarsko-sremská       | Drenovci             | 987                   |
| Rajić                | vesnice | Sisacko-moslavinská      | Novska               | 875                   |
| Rajić                | vesnice | Bjelovarsko-bilogorská   | Bjelovar             | 214                   |
| Rajić Brdo           | vesnice | Karlovacká               | Vojnić               | 26                    |
| Rajino Polje         | vesnice | Viroviticko-podrávská    | Čačinci              | 30                    |
| Rajki                | vesnice | Istrijská                | Sveti Lovreč         | 31                    |
| Rajki                | vesnice | Istrijská                | Barban               | 8                     |
| Rajsavac             | vesnice | Požežsko-slavonská       | Jakšić               | 313                   |
| Rakalj               | vesnice | Istrijská                | Marčana              | 440                   |
| Rakitje              | vesnice | Záhřebská                | Sveta Nedelja        | 2 301                 |
| Rakitnica            | vesnice | Koprivnicko-križevecká   | Virje                | 136                   |
| Rakitovec            | vesnice | Záhřebská                | Velika Gorica        | 570                   |
| Rakitovica           | vesnice | Osijecko-baranjská       | Donji Miholjac       | 868                   |
| Rakotule             | vesnice | Istrijská                | Karojba              | 226                   |
| Rakov Potok          | vesnice | Záhřebská                | Samobor              | 1 134                 |
| Rakovci              | vesnice | Istrijská                | Poreč                | 26                    |
| Rakovec              | opčina  | Záhřebská                | Rakovec              | 236                   |
| Rakovec              | vesnice | Varaždinská              | Ljubešćica           | 122                   |
| Rakovec Tomaševečki  | vesnice | Krapinsko-zagorská       | Klanjec              | 130                   |
| Rakovica             | opčina  | Karlovacká               | Rakovica             | 310                   |
| Rakovičko Selište    | vesnice | Karlovacká               | Rakovica             | 99                    |
| Ramanovci            | vesnice | Požežsko-slavonská       | Kaptol               | 215                   |
| Ramljane             | vesnice | Splitsko-dalmatská       | Muć                  | 167                   |
| Ramljane             | vesnice | Šibenicko-kninská        | Biskupija            | 118                   |
| Ramljani             | vesnice | Licko-senjská            | Otočac               | 167                   |
| Rapain Klanac        | vesnice | Licko-senjská            | Brinje               | 20                    |
| Rapavel              | vesnice | Istrijská                | Višnjan              | 88                    |
| Raponji              | vesnice | Istrijská                | Svetvinčenat         | 66                    |
| Rasinja              | opčina  | Koprivnicko-križevecká   | Rasinja              | 876                   |
| Raskrižje Tihovo     | vesnice | Přímořsko-gorskokotarská | Delnice              | 7                     |
| Raslina              | vesnice | Šibenicko-kninská        | Šibenik              | 567                   |
| Resna                | vesnice | Požežsko-slavonská       | Brestovac            | 7                     |
| Rasohe               | vesnice | Přímořsko-gorskokotarská | Skrad                | 1                     |
| Rasopasno            | vesnice | Přímořsko-gorskokotarská | Krk                  | 104                   |
| Rastičevo            | vesnice | Zadarská                 | Gračac               | 4                     |
| Rastoka              | vesnice | Licko-senjská            | Gospić               | 33                    |
| Rastoke              | vesnice | Karlovacká               | Slunj                | 50                    |
| Rastoki              | vesnice | Záhřebská                | Jastrebarsko         | 109                   |
| Rastovac             | vesnice | Splitsko-dalmatská       | Zagvozd              | 168                   |
| Rastovac             | vesnice | Splitsko-dalmatská       | Marina               | 89                    |
| Rastovac             | vesnice | Bjelovarsko-bilogorská   | Ivanska              | 43                    |
| Rastovac             | vesnice | Bjelovarsko-bilogorská   | Grubišno Polje       | 40                    |
| Rastovac Budački     | vesnice | Karlovacká               | Krnjak               | 13                    |
| Rastovača            | vesnice | Licko-senjská            | Plitvička Jezera     | 98                    |
| Rastušje             | vesnice | Brodsko-posávská         | Podcrkavlje          | 295                   |
| Raša                 | opčina  | Istrijská                | Raša                 | 1 440                 |
| Rašćane              | vesnice | Splitsko-dalmatská       | Vrgorac              | 130                   |
| Rašćane Gornje       | vesnice | Splitsko-dalmatská       | Zagvozd              | 19                    |
| Rašćani              | vesnice | Koprivnicko-križevecká   | Sveti Ivan Žabno     | 130                   |
| Rašpor               | vesnice | Istrijská                | Lanišće              | 3                     |
| Raštević             | vesnice | Zadarská                 | Benkovac             | 468                   |
| Ratkov Dol           | vesnice | Osijecko-baranjská       | Levanjska Varoš      | 28                    |
| Ratkovac             | vesnice | Brodsko-posávská         | Gornji Bogićevci     | 208                   |
| Ratkovec             | vesnice | Krapinsko-zagorská       | Zlatar               | 105                   |
| Ratkovica            | vesnice | Požežsko-slavonská       | Pleternica           | 224                   |
| Ratulje              | vesnice | Přímořsko-gorskokotarská | Jelenje              | 114                   |
| Rausovac             | vesnice | Sisacko-moslavinská      | Hrvatska Kostajnica  | 28                    |
| Rava                 | vesnice | Zadarská                 | Zadar                | 117                   |
| Ravan                | vesnice | Brodsko-posávská         | Sibinj               | 161                   |
| Ravča                | vesnice | Splitsko-dalmatská       | Vrgorac              | 154                   |
| Ravna Gora           | opčina  | Přímořsko-gorskokotarská | Ravna Gora           | 1 709                 |
| Ravneš               | vesnice | Bjelovarsko-bilogorská   | Šandrovac            | 117                   |
| Ravni                | vesnice | Istrijská                | Raša                 | 73                    |
| Ravnica              | vesnice | Karlovacká               | Ribnik               | 15                    |
| Ravnice              | vesnice | Krapinsko-zagorská       | Veliko Trgovišće     | 316                   |
| Ravnice              | vesnice | Přímořsko-gorskokotarská | Čabar                | 39                    |
| Ravnice Desinićke    | vesnice | Krapinsko-zagorská       | Desinić              | 161                   |
| Ravninsko            | vesnice | Krapinsko-zagorská       | Đurmanec             | 392                   |
| Ravno Brezje         | vesnice | Krapinsko-zagorská       | Kumrovec             | 216                   |
| Ravno Rašće          | vesnice | Sisacko-moslavinská      | Glina                | 129                   |
| Razbojište           | vesnice | Osijecko-baranjská       | Podgorač             | 283                   |
| Razdrto              | vesnice | Přímořsko-gorskokotarská | Brod Moravice        | 2                     |
| Razdrto Tuheljsko    | vesnice | Krapinsko-zagorská       | Kumrovec             | 97                    |
| Razljev              | vesnice | Záhřebská                | Križ                 | 131                   |
| Razloge              | vesnice | Přímořsko-gorskokotarská | Delnice              | 8                     |
| Razloški Okrug       | vesnice | Přímořsko-gorskokotarská | Delnice              | 5                     |
| Razvođe              | vesnice | Šibenicko-kninská        | Promina              | 170                   |
| Razvor               | vesnice | Krapinsko-zagorská       | Kumrovec             | 191                   |
| Ražanac              | opčina  | Zadarská                 | Ražanac              | 943                   |
| Ražanj               | vesnice | Šibenicko-kninská        | Rogoznica            | 161                   |
| Rebić                | vesnice | Licko-senjská            | Udbina               | 22                    |
| Rebići               | vesnice | Istrijská                | Barban               | 133                   |
| Rebrovići            | vesnice | Karlovacká               | Tounj                | 184                   |
| Rečica               | vesnice | Karlovacká               | Karlovac             | 538                   |
| Rečica Kriška        | vesnice | Záhřebská                | Križ                 | 346                   |
| Redovje              | vesnice | Záhřebská                | Jastrebarsko         | 29                    |
| Reka                 | vesnice | Koprivnicko-križevecká   | Koprivnica           | 1 507                 |
| Remetinec            | vesnice | Varaždinská              | Novi Marof           | 1 477                 |
| Remetinec            | vesnice | Záhřebská                | Gradec               | 67                    |
| Removac              | vesnice | Bjelovarsko-bilogorská   | Đulovac              | 19                    |
| Rendulići            | vesnice | Karlovacká               | Bosiljevo            | 10                    |
| Repaš                | vesnice | Koprivnicko-križevecká   | Molve                | 468                   |
| Repićevo Selo        | vesnice | Krapinsko-zagorská       | Gornja Stubica       | 28                    |
| Repinec              | vesnice | Záhřebská                | Gradec               | 240                   |
| Repišće              | vesnice | Záhřebská                | Klinča Sela          | 359                   |
| Repno                | vesnice | Krapinsko-zagorská       | Zlatar               | 231                   |
| Repovec              | vesnice | Krapinsko-zagorská       | Zabok                | 312                   |
| Repušnica            | vesnice | Sisacko-moslavinská      | Kutina               | 1 838                 |
| Resnik               | vesnice | Požežsko-slavonská       | Pleternica           | 307                   |
| Resnik Bosiljevski   | vesnice | Karlovacká               | Bosiljevo            | 16                    |
| Rešetar              | vesnice | Licko-senjská            | Plitvička Jezera     | 43                    |
| Rešetarevo           | vesnice | Karlovacká               | Netretić             | 42                    |
| Rešetari             | opčina  | Brodsko-posávská         | Rešetari             | 2 450                 |
| Reškovci             | vesnice | Bjelovarsko-bilogorská   | Kapela               | 34                    |
| Reštovo              | vesnice | Karlovacká               | Kamanje              | 104                   |
| Reštovo Žumberačko   | vesnice | Záhřebská                | Žumberak             | 14                    |
| Retkovci             | vesnice | Vukovarsko-sremská       | Ivankovo             | 1 263                 |
| Retkovec Svibovečki  | vesnice | Varaždinská              | Varaždinske Toplice  | 23                    |
| Rezovac              | vesnice | Viroviticko-podrávská    | Virovitica           | 1 303                 |
| Rezovačke Krčevine   | vesnice | Viroviticko-podrávská    | Virovitica           | 331                   |
| Režanci              | vesnice | Istrijská                | Svetvinčenat         | 219                   |
| Ribari               | vesnice | Karlovacká               | Karlovac             | 108                   |
| Ribarići             | vesnice | Karlovacká               | Ogulin               | 337                   |
| Ribić Breg           | vesnice | Varaždinská              | Ivanec               | 145                   |
| Ribnica              | vesnice | Záhřebská                | Velika Gorica        | 803                   |
| Ribnik               | opčina  | Karlovacká               | Ribnik               | 113                   |
| Ribnjaci             | vesnice | Požežsko-slavonská       | Lipik                | 34                    |
| Ribnjačka            | vesnice | Bjelovarsko-bilogorská   | Velika Pisanica      | 154                   |
| Razbojište           | vesnice | Osijecko-baranjská       | Podgorač             | 283                   |
| Ribnjak              | vesnice | Osijecko-baranjská       | Našice               | 51                    |
| Ribnjak              | vesnice | Koprivnicko-križevecká   | Rasinja              | 50                    |
| Ričice               | vesnice | Splitsko-dalmatská       | Proložac             | 231                   |
| Ričice               | vesnice | Licko-senjská            | Lovinac              | 76                    |
| Riđane               | vesnice | Šibenicko-kninská        | Biskupija            | 67                    |
| Rijeka               | město   | Přímořsko-gorskokotarská | Rijeka               | 128 384               |
| Rijeka Koprivnička   | vesnice | Koprivnicko-križevecká   | Sokolovac            | 68                    |
| Rijeka Voćanska      | vesnice | Varaždinská              | Donja Voća           | 264                   |
| Rijenci              | vesnice | Viroviticko-podrávská    | Voćin                | 5                     |
| Rim                  | vesnice | Přímořsko-gorskokotarská | Vrbovsko             | 38                    |
| Rim                  | vesnice | Istrijská                | Buzet                | 36                    |
| Rimnjak              | vesnice | Istrijská                | Buzet                | 19                    |
| Rinkovec             | vesnice | Varaždinská              | Bednja               | 284                   |
| Ripenda Kosi         | vesnice | Istrijská                | Labin                | 12                    |
| Ripenda Kras         | vesnice | Istrijská                | Labin                | 124                   |
| Ripenda Verbanci     | vesnice | Istrijská                | Labin                | 86                    |
| Risika               | vesnice | Přímořsko-gorskokotarská | Vrbnik               | 148                   |
| Risvica              | vesnice | Krapinsko-zagorská       | Kumrovec             | 277                   |
| Rit                  | vesnice | Viroviticko-podrávská    | Lukač                | 38                    |
| Rivalno              | vesnice | Varaždinská              | Martijanec           | 51                    |
| Rivanj               | vesnice | Zadarská                 | Preko                | 31                    |
| Rizvanuša            | vesnice | Licko-senjská            | Gospić               | 29                    |
| Robadje              | vesnice | Mezimuřská               | Štrigova             | 159                   |
| Roč                  | vesnice | Istrijská                | Buzet                | 153                   |
| Ročko Polje          | vesnice | Istrijská                | Buzet                | 173                   |
| Rodaljice            | vesnice | Zadarská                 | Benkovac             | 67                    |
| Rodin Potok          | vesnice | Viroviticko-podrávská    | Suhopolje            | 56                    |
| Rogač                | vesnice | Splitsko-dalmatská       | Šolta                | 126                   |
| Rogačić              | vesnice | Splitsko-dalmatská       | Vis                  | 12                    |
| Rogi                 | vesnice | Přímořsko-gorskokotarská | Skrad                | 12                    |
| Rogočana             | vesnice | Istrijská                | Labin                | 143                   |
| Rogotin              | vesnice | Dubrovnicko-neretvanská  | Ploče                | 665                   |
| Rogovac              | vesnice | Viroviticko-podrávská    | Špišić Bukovica      | 228                   |
| Rogovići             | vesnice | Istrijská                | Kaštelir-Labinci     | 101                   |
| Rogoznica            | opčina  | Šibenicko-kninská        | Rogoznica            | 1 121                 |
| Rogoža               | vesnice | Bjelovarsko-bilogorská   | Garešnica            | 248                   |
| Rogulje              | vesnice | Sisacko-moslavinská      | Dvor                 | 29                    |
| Rogulje              | vesnice | Požežsko-slavonská       | Pakrac               | 3                     |
| Rojci                | vesnice | Istrijská                | Kaštelir-Labinci     | 65                    |
| Rojnići              | vesnice | Istrijská                | Barban               | 42                    |
| Rokovci              | vesnice | Vukovarsko-sremská       | Andrijaševci         | 2 029                 |
| Ropa                 | vesnice | Dubrovnicko-neretvanská  | Mljet                | 37                    |
| Rosopajnik           | vesnice | Karlovacká               | Netretić             | 20                    |
| Rosulje              | vesnice | Sisacko-moslavinská      | Hrvatska Kostajnica  | 192                   |
| Rošini               | vesnice | Istrijská                | Tar-Vabriga          | 186                   |
| Roškići              | vesnice | Istrijská                | Kaštelir-Labinci     | 61                    |
| Rovci                | vesnice | Koprivnicko-križevecká   | Sveti Petar Orehovec | 14                    |
| Rovinj               | město   | Istrijská                | Rovinj               | 13 056                |
| Rovinjsko Selo       | vesnice | Istrijská                | Rovinj               | 1 238                 |
| Rovišće              | opčina  | Bjelovarsko-bilogorská   | Rovišće              | 1 196                 |
| Roviška              | vesnice | Sisacko-moslavinská      | Glina                | 46                    |
| Rovištanci           | vesnice | Koprivnicko-križevecká   | Sokolovac            | 57                    |
| Rovno                | vesnice | Krapinsko-zagorská       | Petrovsko            | 120                   |
| Rozga                | vesnice | Záhřebská                | Dubravica            | 134                   |
| Rozmajerovac         | vesnice | Osijecko-baranjská       | Našice               | 25                    |
| Rožat                | vesnice | Dubrovnicko-neretvanská  | Dubrovnik            | 340                   |
| Roždanik             | vesnice | Sisacko-moslavinská      | Novska               | 262                   |
| Rože                 | vesnice | Splitsko-dalmatská       | Trilj                | 32                    |
| Roženica             | vesnice | Záhřebská                | Pokupsko             | 305                   |
| Rtić                 | vesnice | Přímořsko-gorskokotarská | Vrbovsko             | 11                    |
| Rtina                | vesnice | Zadarská                 | Ražanac              | 452                   |
| Ruča                 | vesnice | Záhřebská                | Orle                 | 223                   |
| Ruda                 | vesnice | Splitsko-dalmatská       | Otok Dalmatinski     | 880                   |
| Rudani               | vesnice | Istrijská                | Žminj                | 108                   |
| Rudanovac            | vesnice | Licko-senjská            | Plitvička Jezera     | 123                   |
| Rude                 | vesnice | Záhřebská                | Samobor              | 1 131                 |
| Rude Pribićke        | vesnice | Záhřebská                | Krašić               | 19                    |
| Rudeži               | vesnice | Sisacko-moslavinská      | Dvor                 | 1                     |
| Rudina               | vesnice | Splitsko-dalmatská       | Stari Grad           | 70                    |
| Rudine               | vesnice | Přímořsko-gorskokotarská | Dobrinj              | 5                     |
| Rudopolje            | vesnice | Licko-senjská            | Vrhovine             | 66                    |
| Rudopolje Bruvanjsko | vesnice | Zadarská                 | Gračac               | 31                    |
| Rugvica              | opčina  | Záhřebská                | Rugvica              | 722                   |
| Rujevac              | vesnice | Sisacko-moslavinská      | Dvor                 | 254                   |
| Rujevo               | vesnice | Karlovacká               | Ozalj                | 11                    |
| Rukavac              | vesnice | Přímořsko-gorskokotarská | Matulji              | 853                   |
| Rukavac              | vesnice | Splitsko-dalmatská       | Vis                  | 66                    |
| Rukljevina           | vesnice | Varaždinská              | Varaždinske Toplice  | 17                    |
| Rumin                | vesnice | Splitsko-dalmatská       | Hrvace               | 190                   |
| Runović              | vesnice | Splitsko-dalmatská       | Runovići             | 2 024                 |
| Rupa                 | vesnice | Přímořsko-gorskokotarská | Matulji              | 349                   |
| Rupalj               | vesnice | Zadarská                 | Poličnik             | 245                   |
| Rupe                 | vesnice | Šibenicko-kninská        | Skradin              | 470                   |
| Rupeni               | vesnice | Istrijská                | Poreč                | 2                     |
| Rusnica              | vesnice | Krapinsko-zagorská       | Petrovsko            | 191                   |
| Rušani               | vesnice | Viroviticko-podrávská    | Gradina              | 477                   |
| Ruščica              | vesnice | Brodsko-posávská         | Klakar               | 1 135                 |
| Ruševac              | vesnice | Koprivnicko-križevecká   | Križevci             | 182                   |
| Ruševac              | vesnice | Požežsko-slavonská       | Brestovac            | 2                     |
| Ruševica             | vesnice | Karlovacká               | Cetingrad            | 57                    |
| Ruševo               | vesnice | Požežsko-slavonská       | Čaglin               | 265                   |
| Ruševo Krmpotsko     | vesnice | Přímořsko-gorskokotarská | Novi Vinodolski      | 4                     |
| Ruškovac             | vesnice | Bjelovarsko-bilogorská   | Berek                | 86                    |
| Ruškovica            | vesnice | Sisacko-moslavinská      | Velika Ludina        | 56                    |
| Ružić                | opčina  | Šibenicko-kninská        | Ružić                | 266                   |
| Ružići               | vesnice | Přímořsko-gorskokotarská | Matulji              | 123                   |
| Ružići               | vesnice | Istrijská                | Sveta Nedelja        | 99                    |
| Ružići               | vesnice | Istrijská                | Poreč                | 19                    |